# ニシキアマオブネ
ニシキアマオブネ（Nerita polita） はアマオブネガイ科に属する 巻貝の一種である。本種に似た種として、殻口が橙色のチリメンアマオブネN. antiquataや螺肋が明らかなヌリツヤアマガイN. ramphiiあるいはN. litterataが知られるが、種内変異か別種なのかは明らかではない。

## 外観
3cm以下のやや扁平な半球形の厚い貝殻。螺塔はほとんど出ずほぼ平ら。弱い成長脈が密にしわ状に描かれ、とくに殻口軸側に細い螺肋が密にめぐらされる。色や模様はとても変異が多く、黒地に白色斑、螺旋状の縞模様、灰色のイナズマ模様、黄褐色に灰色班などさまざま。殻口はD字形で白色ないし橙黄色を帯びる。外唇にかすかに細かい歯が多数並ぶ。軸唇滑層は白色の陶質で、顆粒や畝は無く平坦で光沢があって、半球状の殻の軸側半分に部屋をつくる。滑層の開口部中央に歯が3つほど弱く刻まれる。蓋は石灰質で顆粒は無く平ら。軟体には頭部左右に触角がありそのすぐ上に小さい目がある。

## 分布
奄美諸島以南のインド-西太平洋の潮間帯の岩礁または砂地。